# Loreley (Verbandsgemeinde)
Loreley est une Verbandsgemeinde (collectivité territoriale) de l'arrondissement de Rhin-Lahn dans la Rhénanie-Palatinat en Allemagne. Le siège de cette Verbandsgemeinde est dans la ville de Saint-Goarshausen. Son nom est issu du rocher Lorelei situé sur la rive est du Rhin.
Le 1er juillet 2012, la commune fusionnée de Loreley a été dissoute. Les municipalités font aujourd'hui partie de la nouvelle commune fusionnée de Braubach-Loreley.

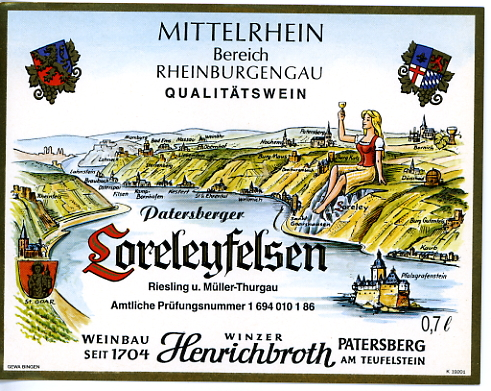
De nombreuses localités sont visibles sur cette étiquette de 1985.

La Verbandsgemeinde de Loreley consiste en cette liste d'Ortsgemeinden (municipalités locales) :

Localisation de la Verbandsgemeinde de Loreley dans l'arrondissement de Rhin-Lahn

| 1. Auel 2. Bornich 3. Dahlheim 4. Dörscheid 5. Kaub 6. Kestert 7. Lierschied 8. Lykershausen 9. Nochern | 1. Patersberg 2. Prath 3. Reichenberg 4. Reitzenhain 5. Saint-Goarshausen 6. Sauerthal 7. Weisel 8. Weyer |